# Jan Kott
Jan Kott (Varsóvia, Polônia, 27 de outubro de 1914 —- Santa Mônica, California, 23 de dezembro de 2001), poeta, tradutor e importante crítico e teórico de teatro polonês no século XX. Jan Kott, que havia sido um importante defensor das teses do realismo socialista nos anos trinta do século XX, rompe com o Partido Comunista e imigra aos Estados Unidos em 1966, para ensinar nas Universidades de Yale e  Berkeley.

## Biografia
Kott foi batizado aos cinco anos, embora fosse de família judaica. Ele se torna um membro do Partido Comunista em 1930 e participa também da defesa de Varsóvia. Durante a Segunda Guerra Mundial ele vive na União Soviética. Depois da Segunda Guerra Mundial ele se torna editor chefe da revista de literatura Kuźnica e o principal defensor das teses do Realismo Socialista (Zofia Sawicka, 2009). Em 1949, conforme as autoridades stalinistas aumentavam o controle sobre a Polônia, Kott torna-se professor e começa a se afastar da vida política, escreve um livro cheio de elogios a Stalin, mas principalmente sobre teatro. Kott publica também um manifesto sobre o papel do teatro, chamado O teatr godny naszej epoki (Para um Teatro Digno de Nosso Tempo) onde defende um "novo" teatro subserviente ao Partido Comunista. A historiadora Teresa Wilniewczyc destaca que seu zelo pelo controle do partido stalinista sobre a cultura polonesa foi "muito mais longe do que o necessário". Somente após o fim da era stanilista, em março de 1956, ele se torna seu um crítico ardente. Em 1957 ele se desfilia do Partido Comunista da Polônia.
Muda-se para os Estados Unidos em 1966 como professor das Universidades de Yale e depois Berkeley. Ensina também na Universidade Hebréia de Jerusalém até 1975. Escreve em revistas  e jornais (The New Republic, Partisan Review e The New York Review of Books). Somente regressou a Polônia uma vez, em 1981.

## Sobre teatro
Kott foi tradutor de Molière, Diderot,Sartre, Ionesco e Camus. Escreveu mais de trinta livros, sendo os de maior destaque seu trabalho sobre a tragédia grega e sobre Shakespeare (publicado em português). Coloca Shakespeare ao lado de Eugène Ionesco y Samuel Beckett. Participa como dramaturgista na encenação de Rei Lear de Peter Brook. Tem também trabalhos publicados sobre o teatro japonês e os artistas poloneses Jerzy Grotowski e Tadeusz Kantor.

## Obras
português
- Shakespeare Nosso Contemporaneo. SP: Cosac Naify, 2003.

espanhol
- Mitología y Realismo, 1946, resume sua primera etapa.
- Apuntes sobre Shakespeare, Seix-Barral, 1969, or. 1961.
- El Manjar de los Dioses, Era, 1977, or. 1970, sobre a tragedia grega.
- Shakespeare, Nuestro Contemporáneo, Alba, 2002.
- Theater Notebook.
- Arroyo de Piedra, com ensaios sobre o teatro japonés.
- The Bottom Traslation.

inglês
- Theater of Essence (ISBN: 9780810106642). Northwestern University Press, 1984.
- The Gender of Rosalind. Interpretations: Shakespeare, Buchner, Gautier (ISBN:081011013X / 0-8101-1013-X) com Jadwiga Kosicka e Mark Rosenzweig. Northwestern University Press.
- Doctor Faustus (Longman Study Texts) (ISBN: 0582353904 / 0-582-35390-4) Christopher Marlowe, Linda Cookson. Longman Group United Kingdom, 1988.
- Four Decades of Polish Essays (ISBN: 9780810108639). Northwestern Univ Pr, 1990.
- Still Alive: An Autobiographical Essay (ISBN: 9780300052763). Yale University Press, 1994
- The Eating of the Gods: An Interpretation of Greek Tragedy (ISBN: 0394719956 / 0-394-71995-6). Vintage Books, 1974.

polonês
- Podwojony świat (1936) (zbiór wierszy) Mundo Dobrado (poemas)
- Mitologia i realizm. Szkice literackie (1946) Mitologia e Realismo. Esboços Literários.
- Węgiel (1946) (publicystyka). Carbono (jornalismo)
- Po prostu. Szkice i zaczepki (1946) É Isso Aí. Ensaios e Provocações.
- O społecznym awansie (1947) (publicystyka). Promoção Social (jornalismo)
- O "Lalce" Bolesława Prusa (1948)
- Szkoła klasyków (1949)
- Nowy Świętoszek (1950) (komedia, razem ze Stanisław Dygat
- Trembecki w świetle rękopisów i pierwodruków (1950)
- Trwałe wartości literatury polskiego Oświecenia (1951)
- Wiktor Hugo - pisarz walczący (1952)
- Jak wam się podoba (recenzje teatralne, cz. 1 - 1955, cz. 2 - 1957, cz. 3 - 1962)
- Postęp i głupstwo. Szkice (t. 1. Publicystyka. Notatki z podróży 1945-1956, tom 2. Krytyka literacka. Wspomnienia 1945-1956, 1956)
- Szkice o Szekspirze (1961)
- Szekspir współczesny (1965)
- Aloes. Dzienniki i małe szkice (1969)
- Zjadanie bogów. Szkice o tragedii greckiej (1986)
- Kamienny potok. Szkice (1981)
- Przyczynek do biografii (1990)
- Pisma wybrane (tom 1-3, 1991)
- Płeć Rozalindy. Interpretacje. Marlowe, Szekspir, Webster, Büchner, Gautier (1992)
- Nowy Jonasz i inne szkice (1994)
- Bajeczki dla Lidusi (1994)
- Kadysz. Strony o Tadeuszu Kantorze (1997)
- Lustro. O ludziach i teatrze (2000). Espelho. As pessoas e o teatro
- Powiastki dla wnuczek (2002) Contos para o Neto
- Ladacznicy z zasadami (2002) Tradução de Prostituta Respeitosa de Sartre